# Moby Dick
Moby Dick er en roman af den amerikanske forfatter Herman Melville.
Den udkom i England og USA i 1851. Det er sømanden Ismaels beretning om livet om bord på hvalfangeren Pequod og kaptajn Ahabs besættelse af jagten på den enorme kaskelothval, albinoen Moby Dick.
Romanen er filmatiseret flere gange: 1930; i 1956 med Gregory Peck i hovedrollen og John Huston som regissør; 1978 og 1999.

## Baggrund
Melville fik inspiration til romanen af to begivenheder:
- I 1820 blev skibet Essex fra Nantucket sænket af en kaskelothval i Stillehavet. Kaptajnen George Pollard var kun 29 år, da hans skib gik ned, og han overlevede og vendte tilbage til Nantucket, hvor han blev kaptajn på  hvalskibet, Two Brothers. Men det skib gik på et koralrev i 1823, og derefter var der ingen, der ville betro den uheldige Pollard et skib. Han levede resten af livet på land som nattevagt. Pollard havde fortalt om Essexs forlis til andre kaptajner og til missionæren George Bennet. For Bennet lød beretningen som et skriftemål. I 92 dage og søvnløse nætter drev de overlevende rundt på havet i en utæt båd uden mad. Pollards mandskab gik fra forstanden under den nådeløse sol, der var kannibalisme og de to skibsdrenge led en frygtelige skæbne; den ene var Pollards fætter, den 17-årige Owen Coffin. " Mere kan jeg ikke fortælle Dem; mit hoved står i brand ved mindet," sagde Pollard til Bennet. [1]

I Nantucket gik han under tilnavnet Jonas efter sit uheldige møde med hvalen. I 2008 blev vraget af Two Brothers fundet 970 km ud for Honolulu. 
- I 1830'erne blev den legendariske albino-kaskelothval Mocha Dick [3] (opkaldt efter øen Mocha udenfor Chile) endelig ombragt. Mocha Dick var frygtet efter mindst 100 sammenstød med mennesker. [4]